# Teoria caloricului
Teoria caloricului este o teorie științifică perimată⁠(d) conform căreia căldura constă dintr-un fluid autorepelent numit caloric care curge de la corpurile mai calde la cele mai reci. De asemenea, caloricul a fost considerat ca un gaz fără greutate care ar putea trece prin pori în solide și lichide. Teoria caloricului a fost înlocuită până la mijlocul secolului al XIX-lea de teoria cinetică a gazelor, dar a persistat totuși în unele lucrări — în special în cele de popularizare — până la sfârșitul secolului al XIX-lea.

## Istoria timpurie

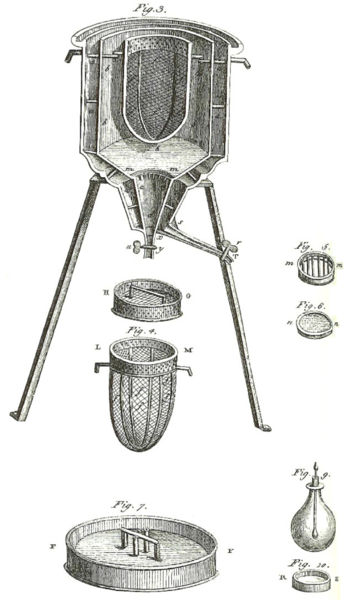
Primul calorimetru cu gheață din lume, folosit în iarna anilor 1782–1783 de Antoine Lavoisier și Pierre-Simon Laplace, pentru a determina căldura implicată în diferite reacții chimice; calcule care s-au bazat pe descoperirea anterioară de către Joseph Black a căldurii latente. Aceste experimente marchează începuturile termochimiei.

În istoria termodinamicii, explicațiile inițiale ale căldurii au fost complet confundate cu explicațiile despre ardere. După Johann Joachim Becher și Georg Ernst Stahl au introdus teoria flogisticului a arderii în secolul al XVII-lea, flogisticul era considerat a fi substanța căldurii.
Există o versiune a teoriei caloricului care a fost introdusă de Antoine Lavoisier. Înainte de teoria caloricului a lui Lavoisier, referințele publicate cu privire la căldură și existența ei, în afară de a fi un agent pentru reacții chimice, erau rare, singurele care erau au fost oferite de Joseph Black în Rozier's Journal (1772) citând temperatura de topire a gheții. Ca răspuns pentru Black, manuscrisele private ale lui Lavoisier au dezvăluit că el a observat același fenomen de punct de topire fix pentru gheață și a menționat că a formulat deja o explicație pe care nu a publicat-o încă. Lavoisier a dezvoltat explicația arderii prin acțiunea oxigenului în anii 1770. În lucrarea sa Réflexions sur le phlogistique (1783), Lavoisier a susținut că teoria flogisticului nu era în concordanță cu rezultatele sale experimentale și a propus un „fluid subtil” numit caloric ca substanță a căldurii. În această lucrare timpurie, Lavoisier îl numește „fluid de foc”. Termenul de „caloric” nu a fost introdus decât în 1787, când Louis-Bernard Guyton de Morveau, a folosit termenul „calorique” într-o lucrare pe care a editat-o împreună cu Lavoisier.. Conform acestei teorii, cantitatea acestei substanțe este constantă în univers, și curge de la corpurile mai calde la cele mai reci. Lavoisier a fost unul dintre primii care a folosit un calorimetru pentru a măsura căldura eliberată în timpul unei reacții chimice. Lavoisier a prezentat ideea că caloricul era un fluid subtil, respectând legile comune ale materiei, dar atenuat într-o asemenea măsură încât este capabil să treacă prin materia densă fără a fi reținut; natura materială proprie a caloricului este evidentă atunci când este din abundență, cum ar fi în cazul unei explozii.
În anii 1780 Benjamin Thompson credea că frigul este un fluid, „frigorifer”, după rezultatele experiențelor lui Pictet⁠(d). Pierre Prévost⁠(d) a susținut că frigul este pur și simplu o lipsă de caloric.
Deoarece teoria caloricului căldura era o substanță materială, prin urmare nu putea fi nici creată, nici distrusă, conservarea căldurii a fost o presupunere esențială. Se credea că conducția căldurii avea loc ca urmare a afinității dintre caloric și materie, astfel încât o substanță care avea mai puțin caloric, fiind astfel mai rece, atrăgea excesul de caloric din atomii din apropiere până când se atingea un echilibru al caloricului și a temperaturii.
Chimiștii vremii credeau în respingerea reciprocă a particulelor de căldură ca fiind o forță fundamentală, făcând astfel din marea elasticitate fluidă a caloricului, care nu creează o forță de respingere, o proprietate anormală pe care Lavoisier nu a putut-o explica detractorilor săi.
Radiația termică a fost explicată de Lavoisier ca fiind determinată de starea suprafeței unui corp fizic, nu de materialul din care este format. Lavoisier a descris un radiator slab ca fiind o substanță cu o suprafață lustruită sau netedă, deoarece posedă moleculele sale situate într-un plan strâns legate între ele, creând astfel un strat de caloric la suprafață, care izola eliberarea restului din interior. El a descris un radiator puternic ca fiind o substanță cu o suprafață rugoasă, deoarece doar o cantitate mică de molecule rețin caloricul într-un anumit plan, permițând o mai mare evadare a caloricului din interior. Benjamin Thompson ar fi citat ulterior această explicație a mișcării caloricului ca fiind insuficientă pentru a explica radiația de frig devenind un punct de contestare a teoriei în ansamblu.
Introducerea teoriei caloricului a fost influențată de experimentele lui Joseph Black legate de proprietățile termice ale materialelor. Pe lângă teoria caloricului, la sfârșitul secolului al XVIII-lea exista o altă teorie care ar putea explica fenomenul căldurii: teoria cinetică. Cele două teorii erau considerate echivalente la acea vreme, dar teoria cinetică era mai modernă, deoarece folosea câteva idei din teoria atomică și putea explica atât arderea cât și calorimetria. Incapacitatea teoriei caloricului de a explica evaporarea și sublimarea a condus în continuare la apariția teoriei cinetice prin lucrările lui Benjamin Thompson. Acesta a observat tendința mercurului solid de a se topi în condiții atmosferice și, prin urmare, a propus că intensitatea căldurii însăși trebuie să provină din mișcarea particulelor pentru ca un astfel de eveniment să aibă loc acolo unde nu era de așteptat să fie o căldură mare.

## Succese
Pe baza ipotezei caloricului au fost date destul de multe explicații, care au avut succes. S-a putut explica răcirea unei cești de ceai la temperatura camerei: caloricul se respinge singur, astfel curge din regiunile dense în caloric (apa fierbinte) către regiuni mai puțin dense în caloric (aerul mai rece din cameră).
S-a putut explica dilatarea aerului la cald: caloricul este absorbit în aer, căruia îi crește volumul. Dacă se admit mai multe despre ceea ce se întâmplă cu caloricul în timpul acestui fenomen de absorbție, se putea explica radiația termică, schimbările de fază ale materiei la diferite temperaturi și să se deducă aproape toate legile gazelor.
Sadi Carnot, care a raționat pur pe baza teoriei caloricului, și-a dezvoltat principiul ciclului Carnot, care încă sta la baza teoriei mașinilor termice. Analiza lui Carnot a fluxului de energie în motoarele cu abur (1824) marchează începutul ideilor care au condus treizeci de ani mai târziu la recunoașterea celui de al doilea principiu al termodinamicii.
S-a crezut că caloricul este capabil să intre în reacții chimice ca un substituent care incită modificări corespunzătoare în stările materiei ale altor substanțe. Explicația lui Lavoisier era că cantitatea de caloric dintr-o substanță și elasticitatea caloricului determinau direct starea substanței. Astfel, schimbările de stare erau un aspect central al unui proces chimic și esențiale pentru o reacție în care substituenții sufereau modificări de temperatură. Schimbările de stare au fost practic ignorate de chimiștii anteriori, făcând din teoria caloricului punctul de început pentru această clasă de fenomene și un subiect interesant în cercetarea științifică.
Însă una dintre cele mai mari aparente confirmări ale teoriei caloricului a fost corectarea teoretică de către Pierre-Simon Laplace a calculului lui Isaac Newton privind viteza sunetului. Newton a presupus un proces izoterm, în timp ce Laplace, un adept al caloricului, l-a tratat drept un proces adiabatic. Această abordare nu numai că a corectat substanțial prezicerea teoretică a vitezei sunetului, dar a continuat să facă predicții și mai precise timp de aproape un secol după aceea, chiar dacă măsurătorile au devenit tot mai precise.

## Dezvoltări ulterioare
În 1798 Benjamin Thompson a publicat An Inquiry Concerning the Source of the Heat Which Is Excited by Friction (în română O cercetare cu privire la sursa de căldură care este excitată de frecare), un raport despre cercetarea sa asupra căldurii produse în timpul fabricației tunurilor. El a descoperit că găurirea repetată a unui tun nu are ca rezultat o pierdere a capacității sale de a produce căldură, prin urmare nu apare nicio pierdere de „caloric”. Acest lucru a sugerat că „caloricul” nu ar putea fi o „substanță” care se conservă, deși incertitudinile din experimentul său au fost dezbătute pe larg.
Rezultatele sale nu au fost văzute atunci ca o „amenințare” la adresa teoriei caloricului, deoarece această teorie era considerată a fi echivalentă cu teoria cinetică, alternativă. De fapt, pentru unii dintre contemporanii săi, rezultatele au ajutat la înțelegerea teoriei caloricului.

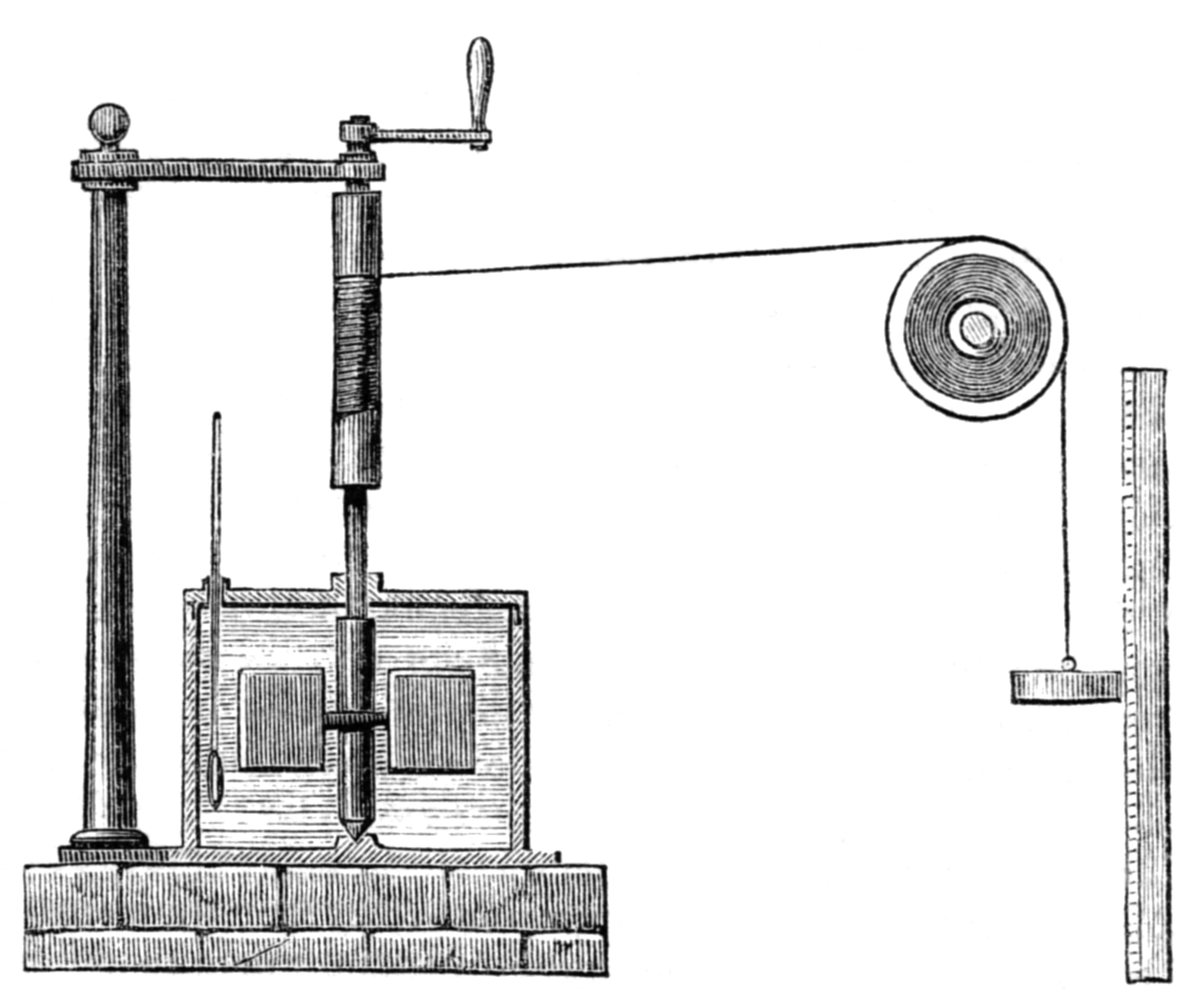
Aparatul lui Joule pentru măsurarea echivalentului mecanic al caloriei

Experimentul lui Benjamin Thompson a inspirat lucrările lui James Prescott Joule și a altora de la mijlocul secolului al XIX-lea. În 1850 Rudolf Clausius a publicat o lucrare care arăta că cele două teorii erau într-adevăr compatibile, cât timp principiul de conservare al caloricului a fost înlocuit cu un principiu de conservare a energiei. Totuși, deși compatibile, teoriile diferă semnificativ în implicațiile lor. În termodinamica modernă, căldura este de obicei un transfer de energie cinetică a particulelor (atomi, molecule) de la o substanță mai caldă la o substanță mai rece.
În combinația ulterioară cu legea conservării energiei, teoria caloricului oferă încă o analogie valoroasă pentru unele aspecte ale căldurii, de exemplu, apariția ecuației lui Laplace și a ecuației lui Poisson⁠(d) în problemele distribuției spațiale a căldurii și a temperaturii.